# داني ويذرهولت
دانييل ماري ويذرهولت (بالإنجليزية: Dani Weatherholt)‏ (من مواليد 17 مارس 1994) لاعبة كرة قدم أمريكية تلعب حاليًا كلاعب خط وسط لنادي أورلاندو برايد. لعبت في جامعة سانتا كلارا قبل صياغتها من قبل أورلاندو برايد كاختيارهم النهائي له.